# Артур Рубінштейн
Артур Рубінште́йн (Artur Rubinstein; 28 січня 1887, Лодзь — 20 грудня 1982, Женева) — польський піаніст єврейського походження, лавреат багатьох премій Греммі.

## Біографія
Народився у Лодзі (Польща, в ті роки місто було окуповане Росією). Рано виявив цікавість до музики й у восьмирічному віці за рекомендацією Й. Йоахима (прославленого скрипаля, друга Й. Брамса) почав вивчати в Берліні теоретичні дисципліни в М. Бруха і гру на фортепіано у Г. Барта (учня Ф. Ліста).
Дебют Рубінштейна в Берліні відбувся 1898 року: він виступав з Берлінським симфонічним оркестром. 1904 року переїхав до Парижа. Наступні роки багато концертував, зокрема, 1906 року вперше відвідав США, багато виступав у польських містах, а також у Львові.
1932 року одружився з донькою польського диригента Еміля Млинарського — Анелією. У 1937 році його турне по США стало справжнім тріумфом піаніста і в 1941 році він обрав США постійним місцем проживання.
Упродовж своєї 80-річної кар'єри Рубінштейн дав близько 6000 концертів. Рубінштейн був універсальним музикантом, але особливо вдалими вважаються його інтерпретації композиторів-романтиків минулого сторіччя — Ф. Шопена, Ф. Ліста, Р. Шумана, Й. Брамса. Його тон був насиченим і у той же час елегантним, інтерпретації відрізнялися широким розмахом, великою архітектонікою, що виділяло гру Рубінштейна серед «акуратних» й обережних трактувань романтичного репертуару. Піаніст зробив багато записів на пластинки й опублікував автобіографічну книгу «Роки моєї юності» (My young years, 1973).
Помер Рубінштейн у Женеві.
В Польщі 2007 рік став роком Кароля Шимановського, Станіслава Виспянського, Йохефа Конрада і Артура Рубінштейна.

## Галерея

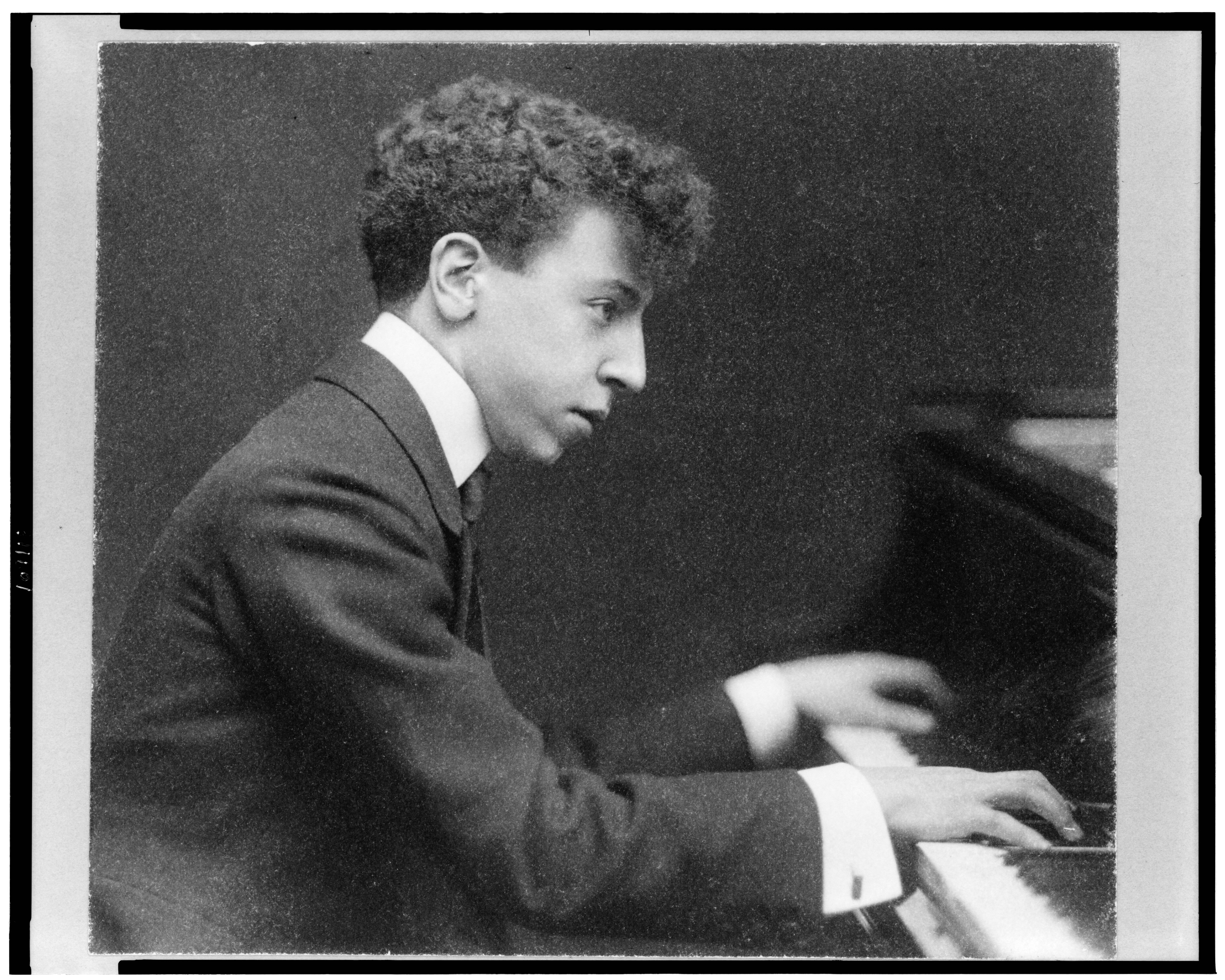
Рубінштейн за роялем
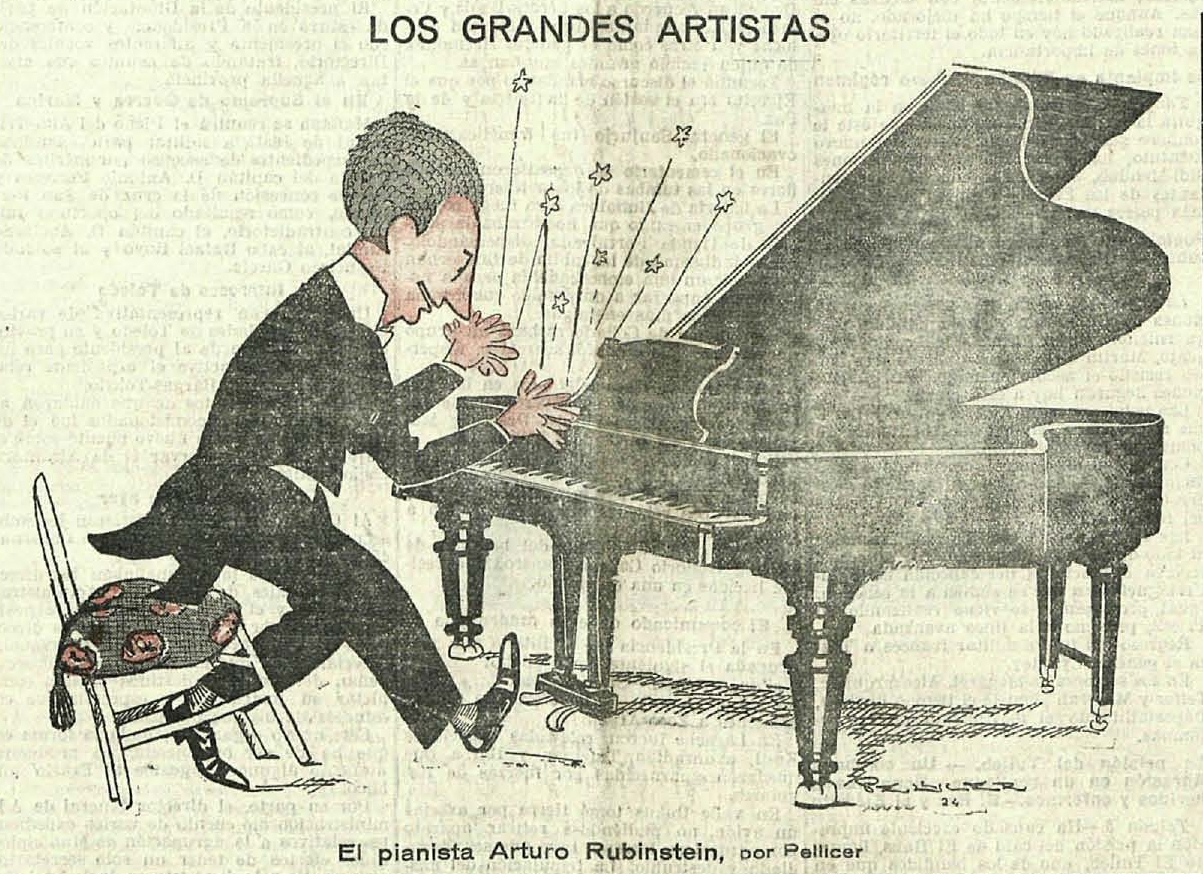
Шарж на піаніста, 1924
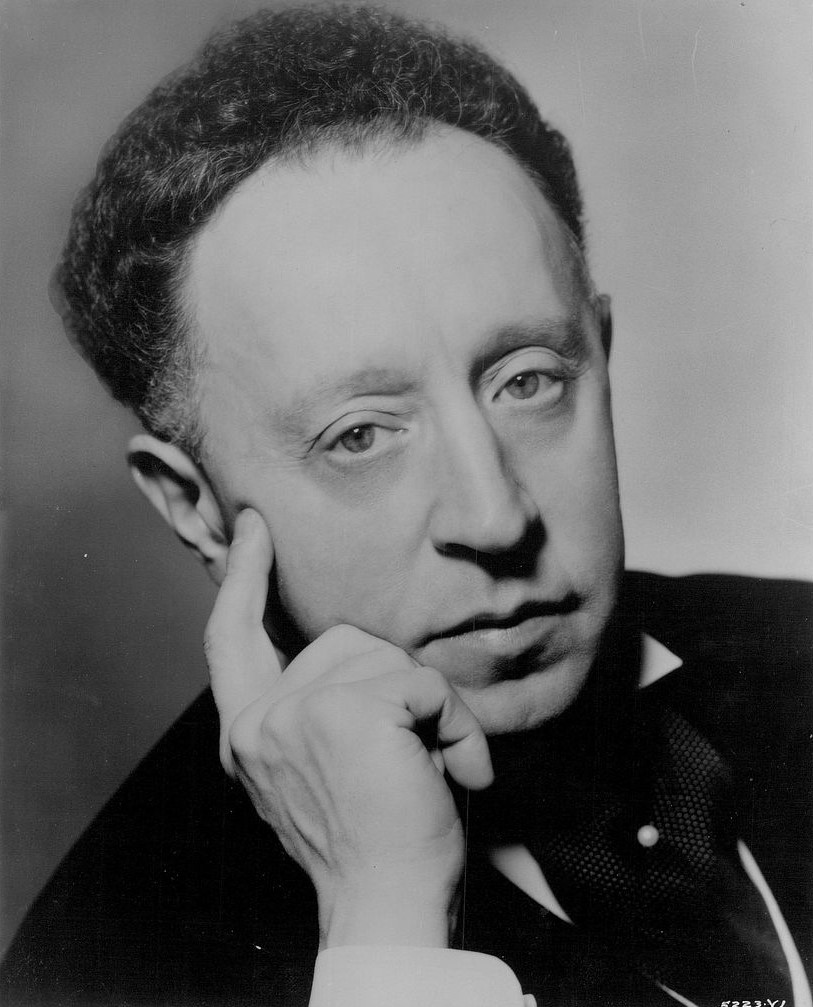
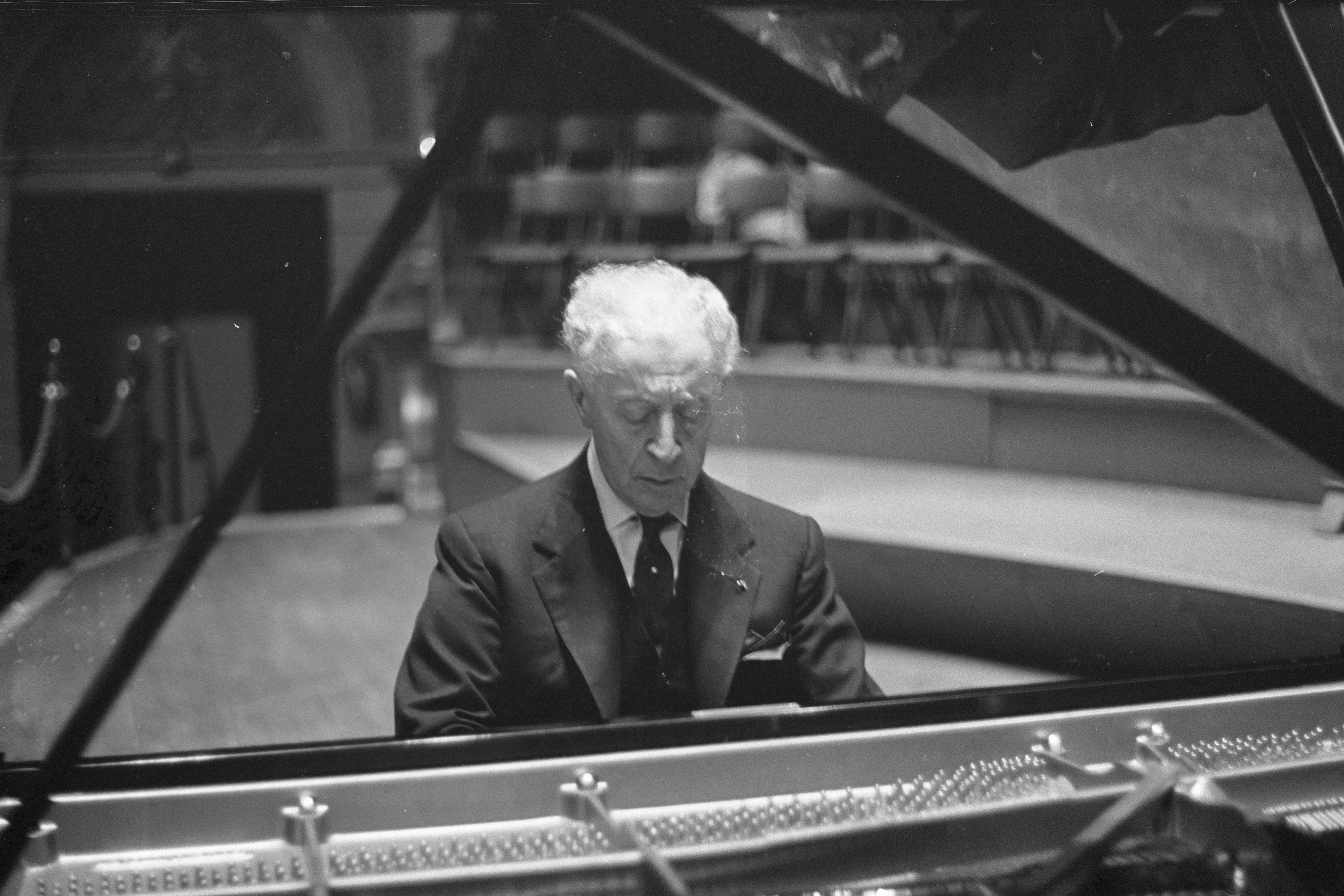
Піаніст на сцені Концертгебау
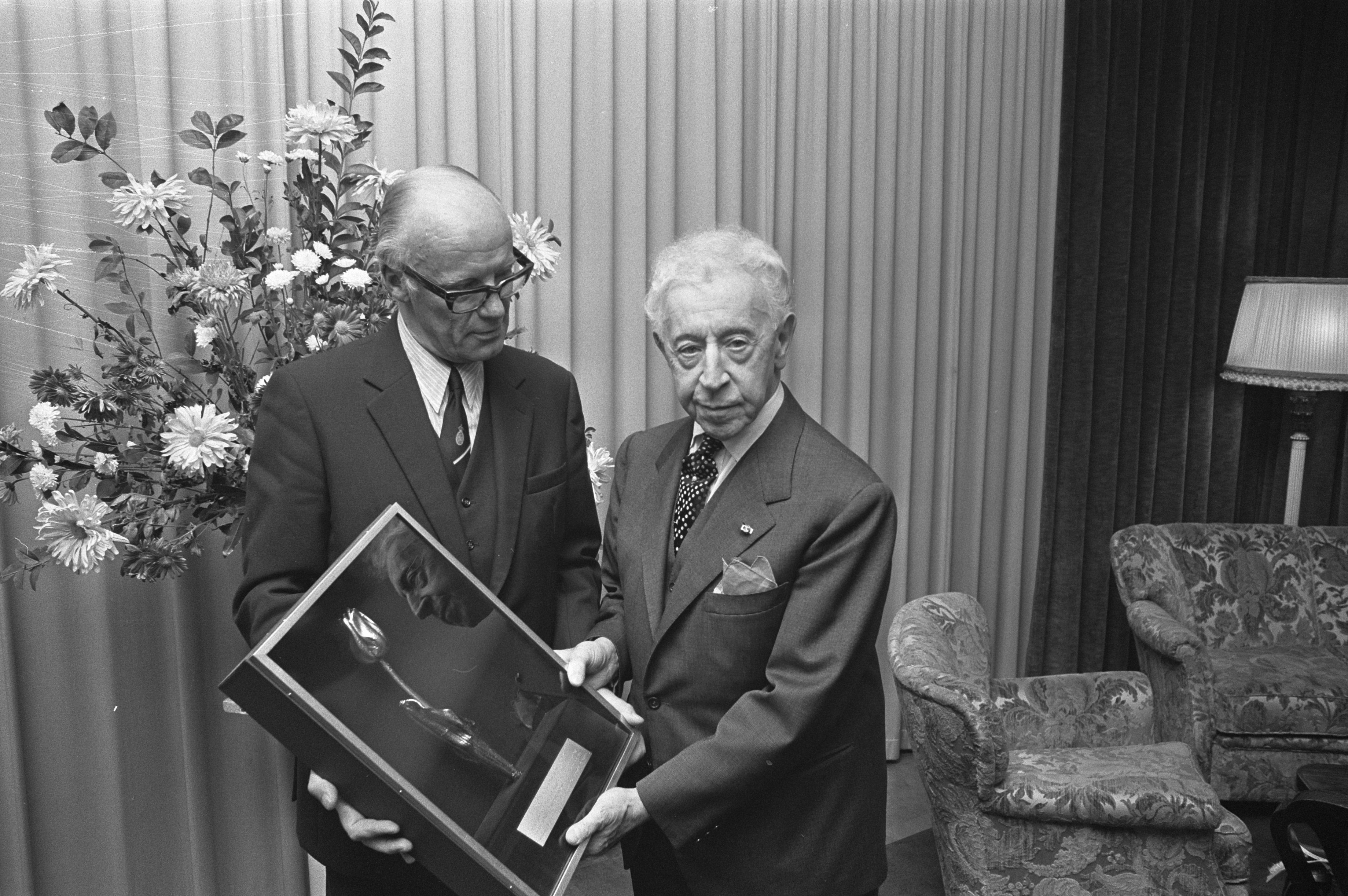
Піаніст отримує нагороду
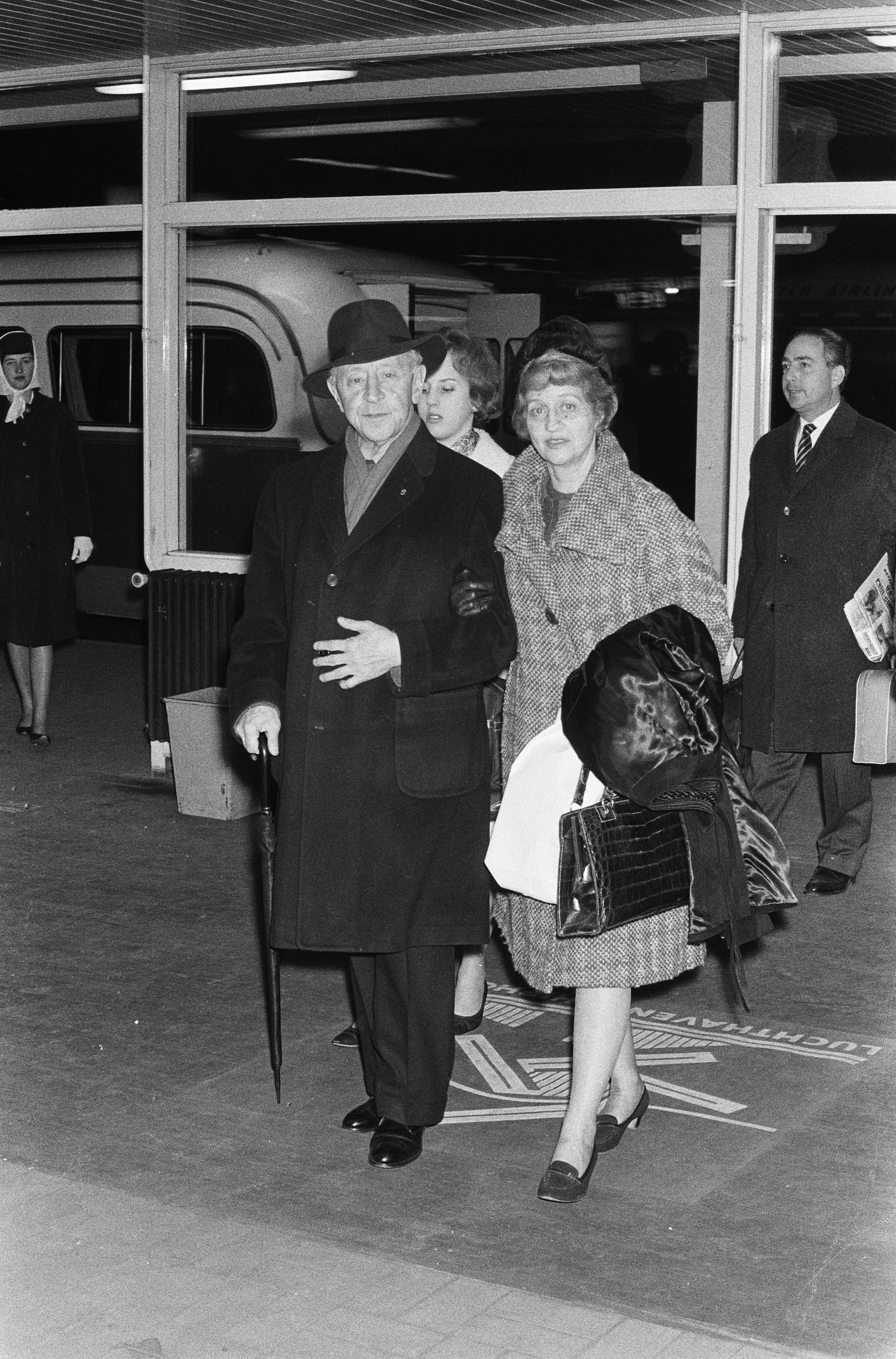
Артур Рубінштейн з дружиною після концерту
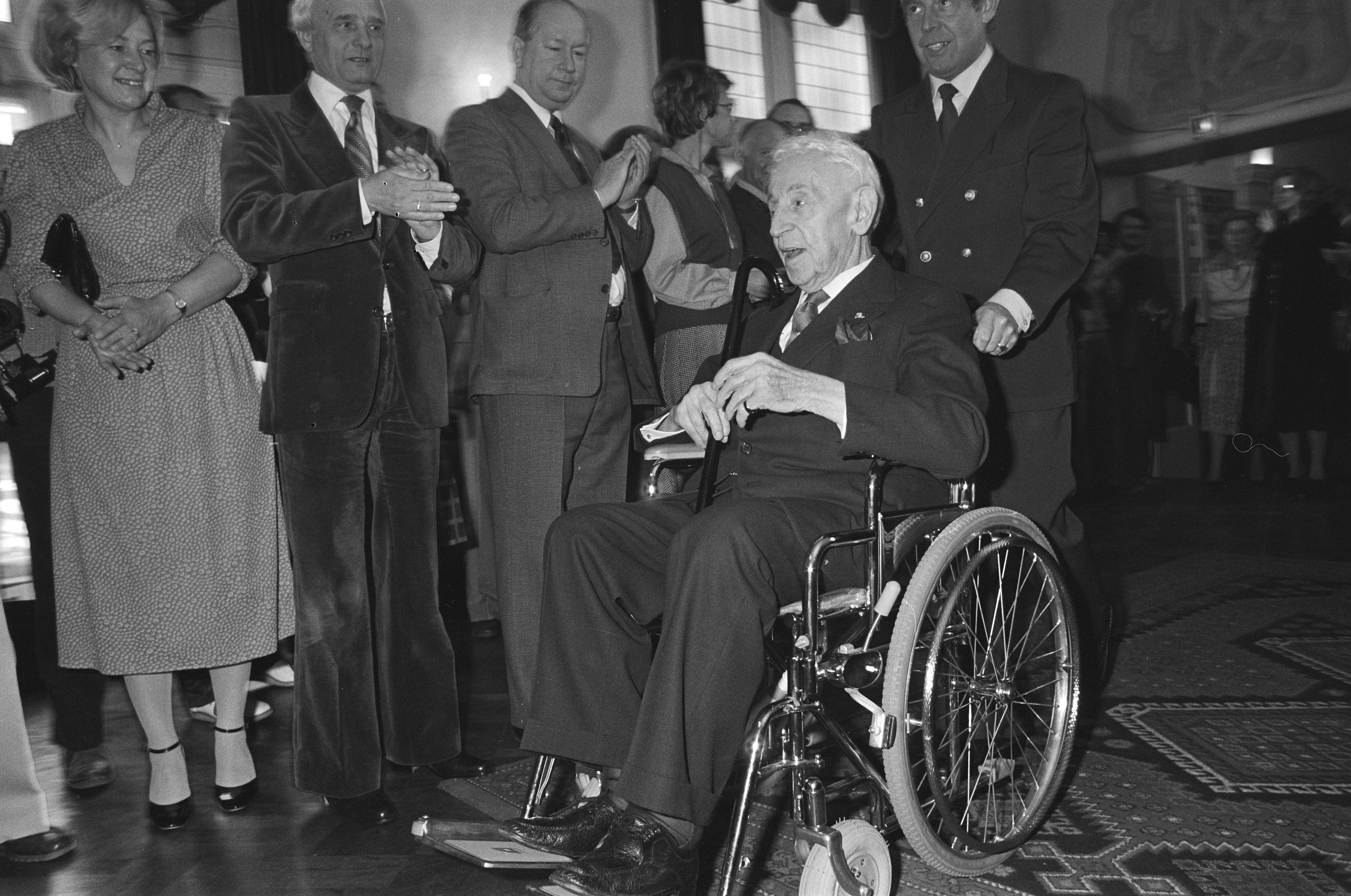
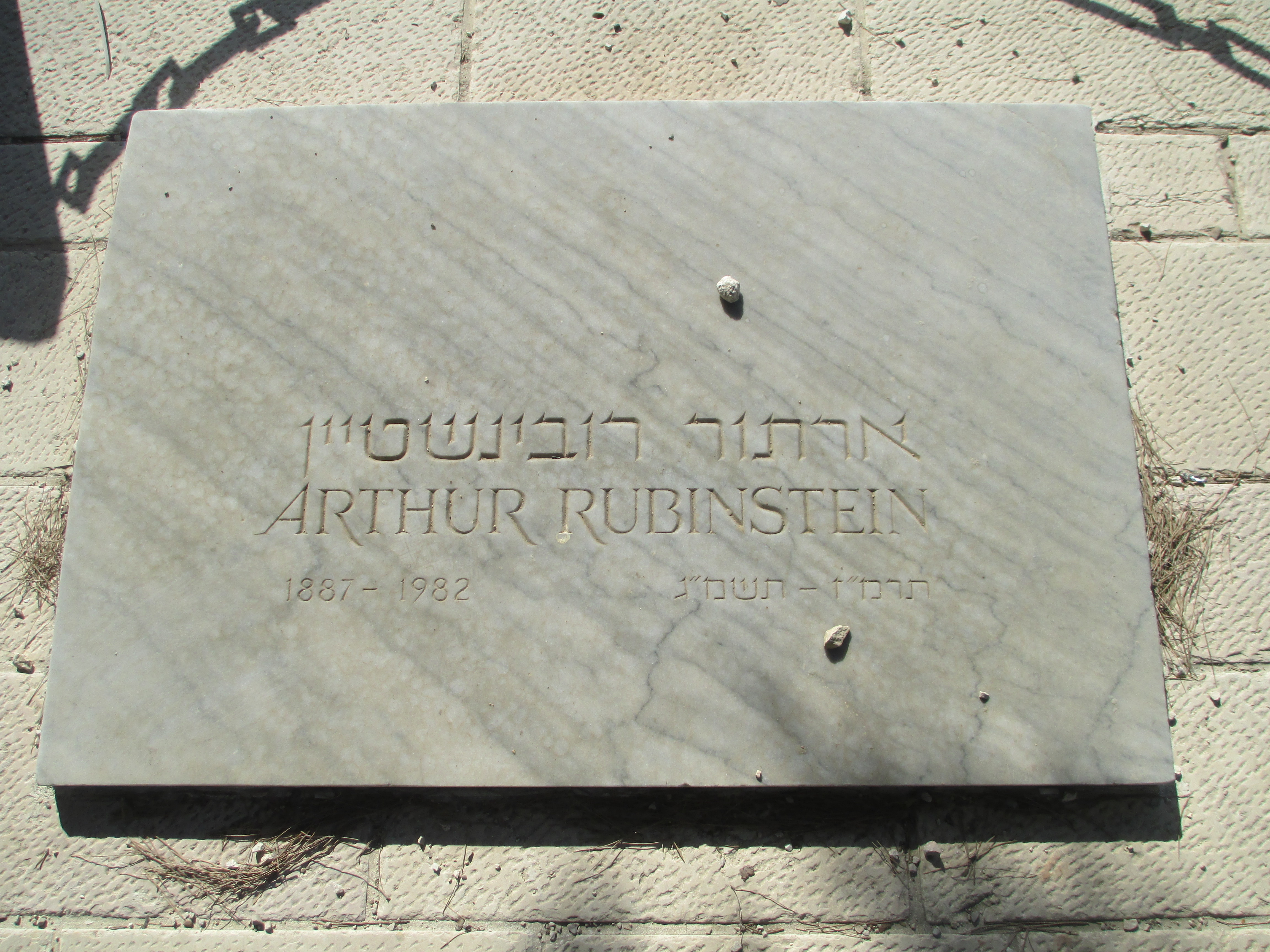
Могила Артура Рубінштейна
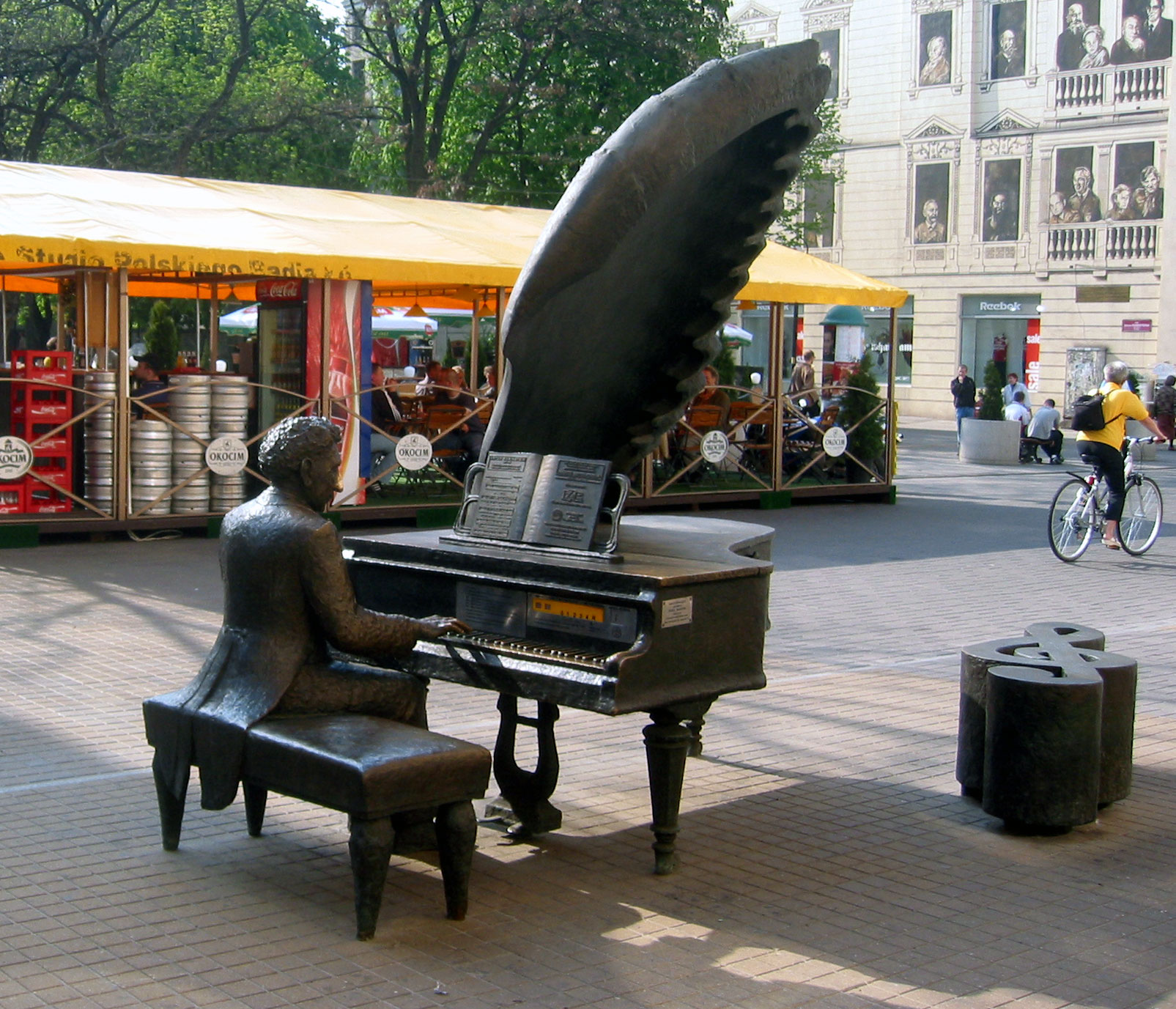
Пам'ятник Рубінштейну в м.Лодзь
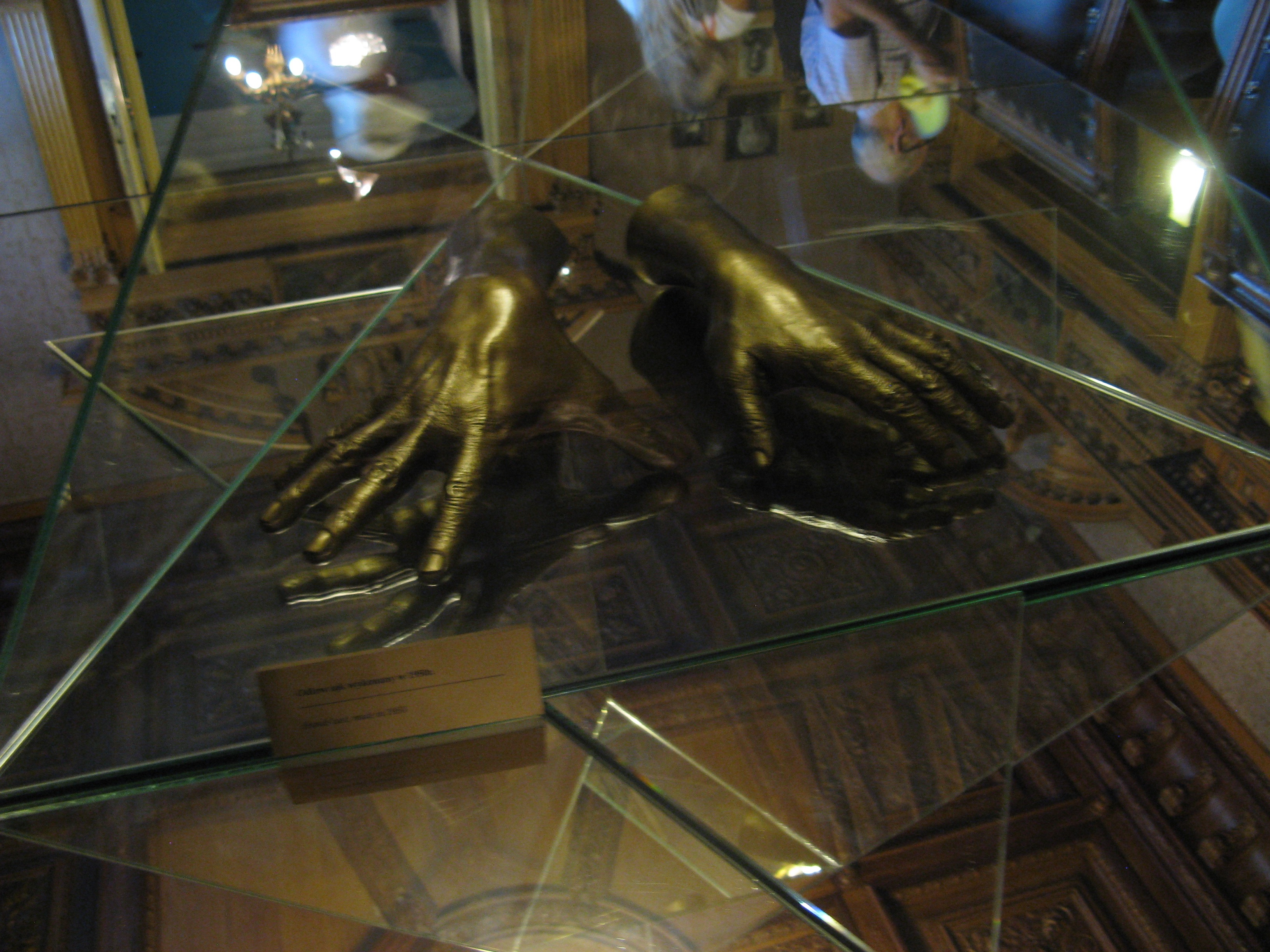